# Menkebach
Der Menkebach (im Oberlauf Menkhauser Bach oder Schopke genannt) ist ein orografisch linker Nebenfluss der Dalke in Nordrhein-Westfalen, Deutschland. Er hat eine Länge von 20,1 km.

## Flussverlauf

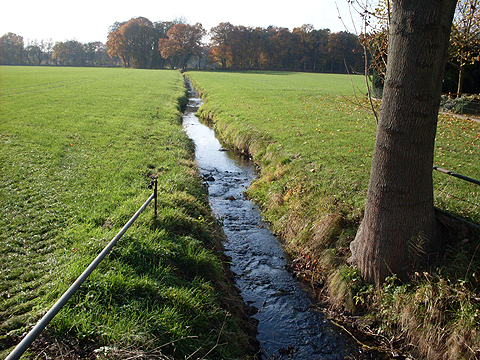
Blick flussabwärts

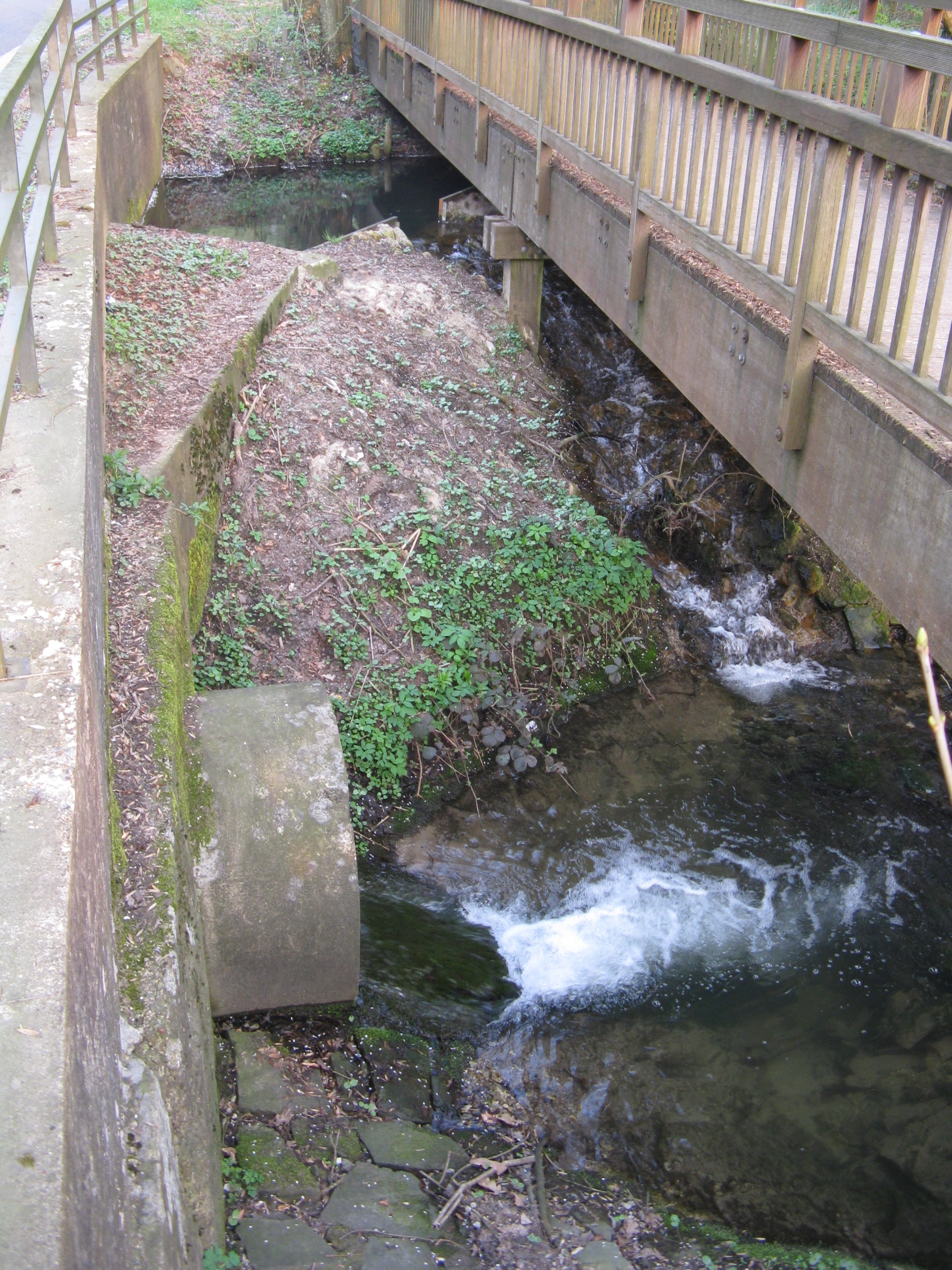
Ableitungsbauwerk bei Lipperreihe, hinten der Dalbkebach, vorne der Menkhauser Bach

Der Menkebach entspringt als Menkhauser Bach nordwestlich von Oerlinghausen auf dem Gelände des Gutes Menkhausen im Teutoburger Wald. Bereits nach wenigen hundert Metern nimmt er den aus Nordwesten kommenden Zulauf Schopke auf und durchfließt daraufhin in das stark ansteigende Relief eingeschnitten das Naturschutzgebiet Menkhauser Bachtal mit Schopketal, wo das Wasser eines weiteren Quelltopfes hinzukommt.
Abweichend von der offiziellen Namensgebung wird oft im Volksmund, aber auch auf Landkarten, der gesamte Menkebach als „Schopke“ bezeichnet.
Im Verlauf bildet der Bach die ehemalige Staatsgrenze zwischen der Grafschaft Ravensberg und dem Land Lippe und damit auch die heutige Bielefelder Stadtgrenze zum Kreis Lippe.
Nördlich der Ortschaft Lipperreihe existiert ein Ableiter mit dem Namen Dalbkebach, hierbei wird ein Teil des Wassers in Richtung Ortskern abgeführt. Dieser Wasserlauf mündet später in den Landerbach und bildet somit eine Verbindung zwischen den Fließgewässern.
Im unteren Bereich des Naturschutzgebietes erreicht der Bach den rund zwei Hektar großen „Dalbker Teich“ und ändert seinen Namen ab dessen Durchfluss in „Menkebach“. Beim Dalbker Teich handelt es sich um eine im Jahr 1835 errichtete Stauanlage, um die durch den Industriellen Friedrich Ludwig Tenge errichtete Dalbker Papiermühle mit Wasser zu versorgen.
Der Menkebach fließt daraufhin südöstlich des Sennestädter Ortsteils Dalbke und nordwestlich der Stadt Schloß Holte-Stukenbrock über größtenteils ländliches Gebiet in Richtung Sende und im weiteren Verlauf nördlich an der Stadt Verl vorbei. Größere Zuflüsse werden im gesamten Verlauf nicht aufgenommen, weshalb der Menkebach auch im Unterlauf im Vergleich zu den benachbarten Sennebächen recht schmal ist. Bei Sürenheide gibt es eine Verbindung zum Knisterbach.
Südöstlich von Gütersloh passiert der Menkebach noch die Strangmühle, um kurz darauf in die Dalke zu münden, welche in die Ems entwässert. Das Gewässer überwindet während seiner Fließstrecke einen Höhenunterschied von 129 Metern, somit ergibt sich ein mittleres Sohlgefälle von 6,4 ‰.

## Flora und Fauna
Da der Menkebach im Oberlauf (dort als Menkhauser Bach) größtenteils das Gelände eines Naturschutzgebietes durchquert, ist zumindest dort die Wasserqualität überdurchschnittlich hoch. In diesem Bereich sind neben dem  Eisvogel der Gebirgsstelze und der Wasseramsel auch der Feuersalamander anzutreffen. Die Hänge der Bachaue sind mit Buchen und Kiefern bestanden.

## Sonstiges
Der Menkebach ist einer der wenigen Wasserläufe, die im Teutoburger Wald entspringen und ganzjährig bis in die Senne hinein Wasser liefern. Der überwiegende Teil der im Teutoburger Wald entspringenden Bäche versickert kurz nach Verlassen des Berglands im Sand.
2017 wurde bei Sennestadt, unmittelbar westlich des Menkhauser Baches, das Römerlager Bielefeld-Sennestadt entdeckt. Der Bach war aufgrund von Frischwasser vermutlich ausschlaggebendes Kriterium bei der Wahl der genauen Lage für das Lager mitten in Feindesland.